# Giovanni Cristoforo Zoppi
Giovanni Cristoforo Zoppi (Cassine, 1658 – Torino, 23 febbraio 1740) è stato un politico italiano, fu il primo Gran cancelliere del Regno di Sardegna.

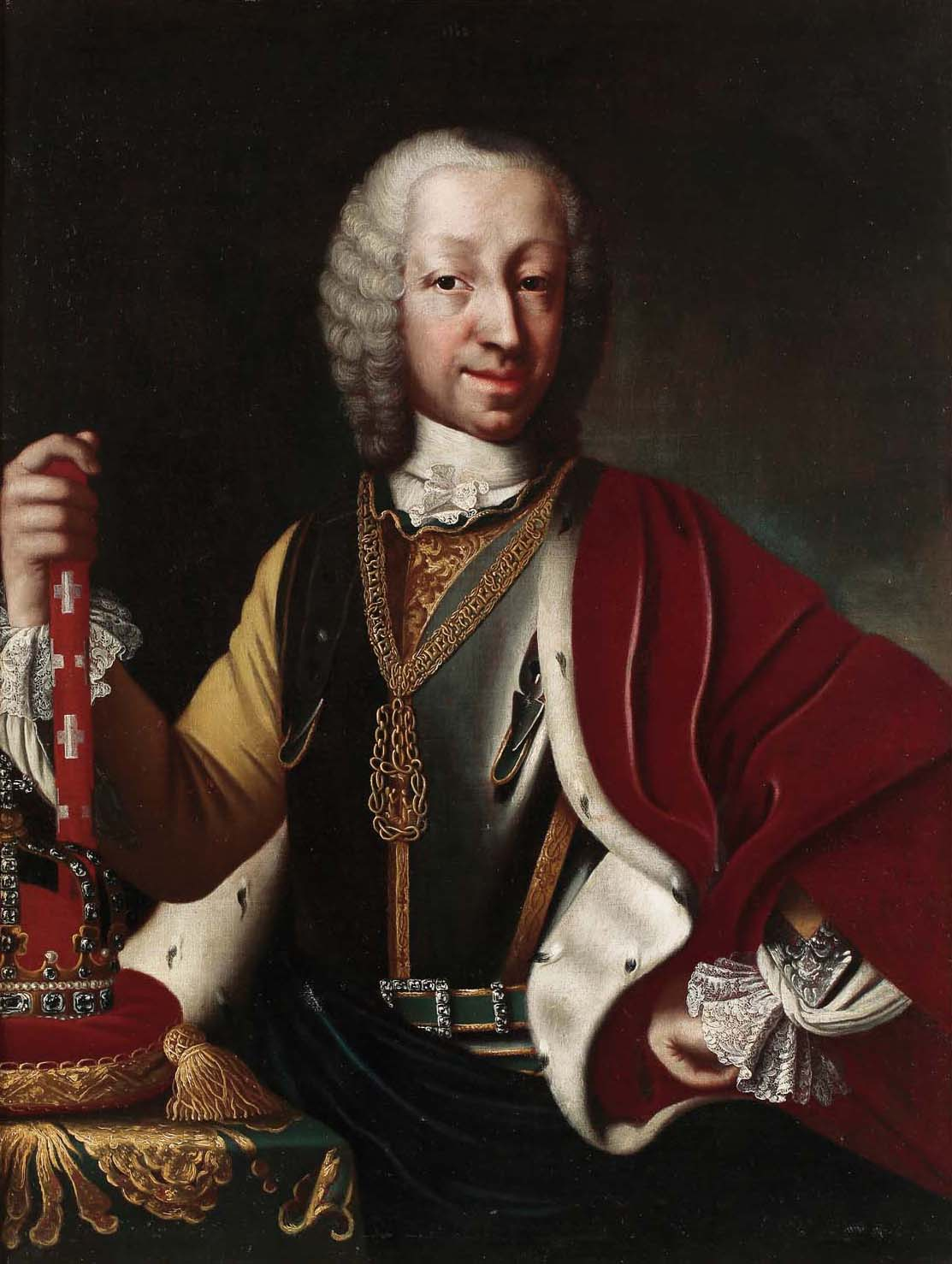
Carlo Emanuele III di Savoia che lo nominò gran cancelliere.

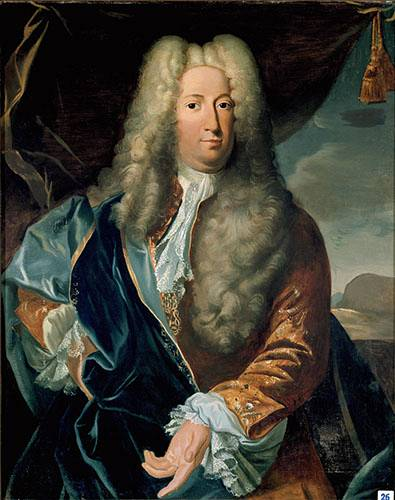
Carlo Vincenzo Ferrero d'Ormea che lo sostituì, dopo la morte, come gran cancelliere.

Si è laureato all'Università degli Studi di Pavia, proferì sentenza in qualità di Presidente della Regia Camera nella causa tra l'Università degli Ebrei del Monferrato e alcuni banchieri ebrei per il riparto dei carichi. Fu nominato da Carlo Emanuele III di Savoia, il 20 settembre 1730, Gran cancelliere del regno di Sardegna e restò in carica fino al 23 febbraio 1740, e dopo un periodo fu sostituito il 12 febbraio 1742 da Carlo Vincenzo Ferrero d'Ormea.